# Gerfried
San Gerfried, también Gerfried († 12 de septiembre de 839 en Münster) fue el segundo obispo de Münster y el tercer abad de los monasterios de Werden y Sankt Ludgeri. Gerfried, cuyo nombre significa "el que protege con la lanza", era sobrino de Ludgero. Provenía de la familia de los condes de Nottich. Después de la muerte de Liudger en 809, fue nombrado obispo de Münster como su sucesor. En 827 asumió la dirección del monasterio de Werden tras la muerte de su predecesor Hildegrim I. Junto con otros 36 obispos, participó en un concilio de reforma convocado en Aquisgrán en 836 por el emperador Luis el Piadoso. Tras su muerte el 12 de septiembre de 839, sus restos fueron enterrados en la cripta del monasterio de Werden.
- Datos: Q1511155